# Ridderzaal
Ridderzaal (pol. sala rycerska) – budynek znajdujący się na dziedzińcu Binnenhof, kompleksu budynków parlamentu holenderskiego w Hadze. Budynek powstał w XIII wieku jako gotycki zamek i był wielokrotnie przebudowywany. Wewnątrz znajduje sala o wymiarach 9 na 25 metrów, mogąca pomieścić 850 krzeseł, używana do celów reprezentacyjnych. Zarówno sala, jak i budynek mają tę samą nazwę.

## Historia
Budowa została zapoczątkowana według polecenia hrabiego Wilhelma II w 1248 roku i ukończona przez jego syna hrabiego Florisa V w 1280. Początkowo był to zamek obronny otoczonym murami i fosą. Wewnątrz murów znajdowały się też kaplica i budynki gospodarcze. Wjazdu broniły dwie warowne bramy. W ciągu wieków zamek był przebudowywany, a sala była wykorzystywana była jako: sala balowa, targowisko, miejsce sprzedaży książek, areszt przed procesem sądowym, sala ćwiczeń kadetów i miejsce losowań loterii państwowej. W XIX wieku budynek popadł w ruinę. W roku 1904 sala została odnowiona w stylu neogotyckim przez architekta Pierre'a Cuypersa, który także zaprojektował budynki muzeum królewskiego i centralnej stacji kolejowej w Amsterdamie. Do sali wstawiono okazały tron królewski na podwyższeniu wyścielonym dywanami, a pod sufitem zawieszono flagi dwunastu prowincji holenderskich. Od tego czasu, z przerwami spowodowanymi pierwszą i II wojną światową, sala spełnia współczesną funkcję. Ostatniej przebudowy wnętrza dokonano w 2006 roku. Między innymi usunięto flagi prowincji, a w zamian na ścianach umieszczono godła prowincji i terytoriów zamorskich. Odnowiono tron królewski, a w 2013 roku, po intronizacji Wilhelma-Aleksandra, dostawiono drugi dla królowej Maksymy.

## Ważniejsze wydarzenia
- W dniach 7–10 maja 1948 roku w sali rycerskiej odbył się Kongres Europejski.
- W 1949 roku odbyła się międzynarodowa konferencja, w wyniku której Indonezja uzyskała niepodległość[5].
- W 2002 roku w przeddzień zaślubin księcia Aleksandra (obecnie króla) z księżniczką Maksymą była wydana uroczysta kolacja.
- 30 kwietnia 2005 roku odbyło się uroczyste przyjęcie z okazji 25. lecia panowania królowej Beatrycze[6].
- 26 sierpnia 2016 roku odbyło się przyjęcie dla sportowców, medalistów i uczestników igrzysk olimpijskich, które odbyły się w Rio de Janeiro[7]. Gospodarzami przyjęcia byli Król Wilhelm-Aleksander i Królowa Maksyma.

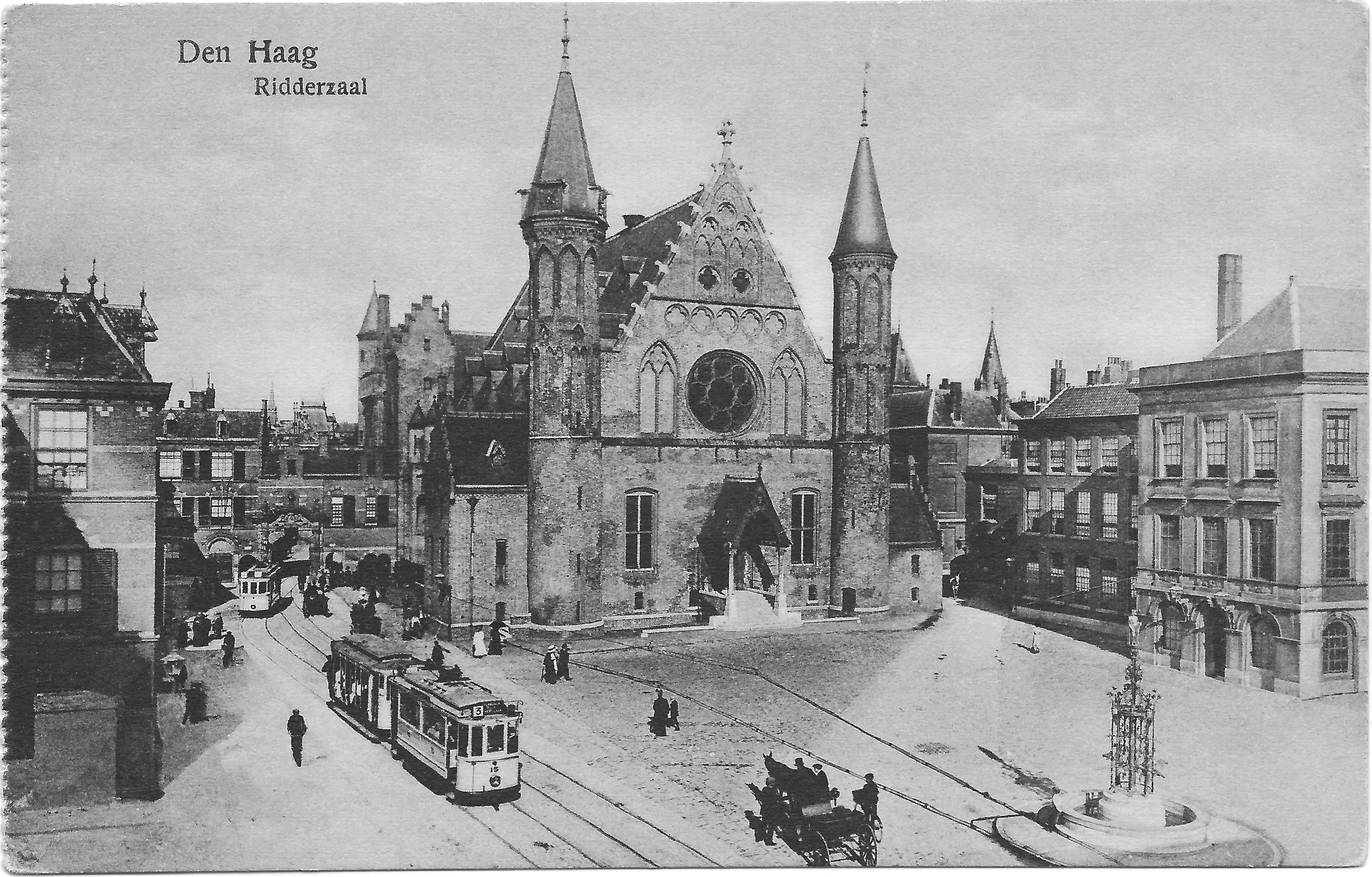
Widokówka z ok. 1900 roku
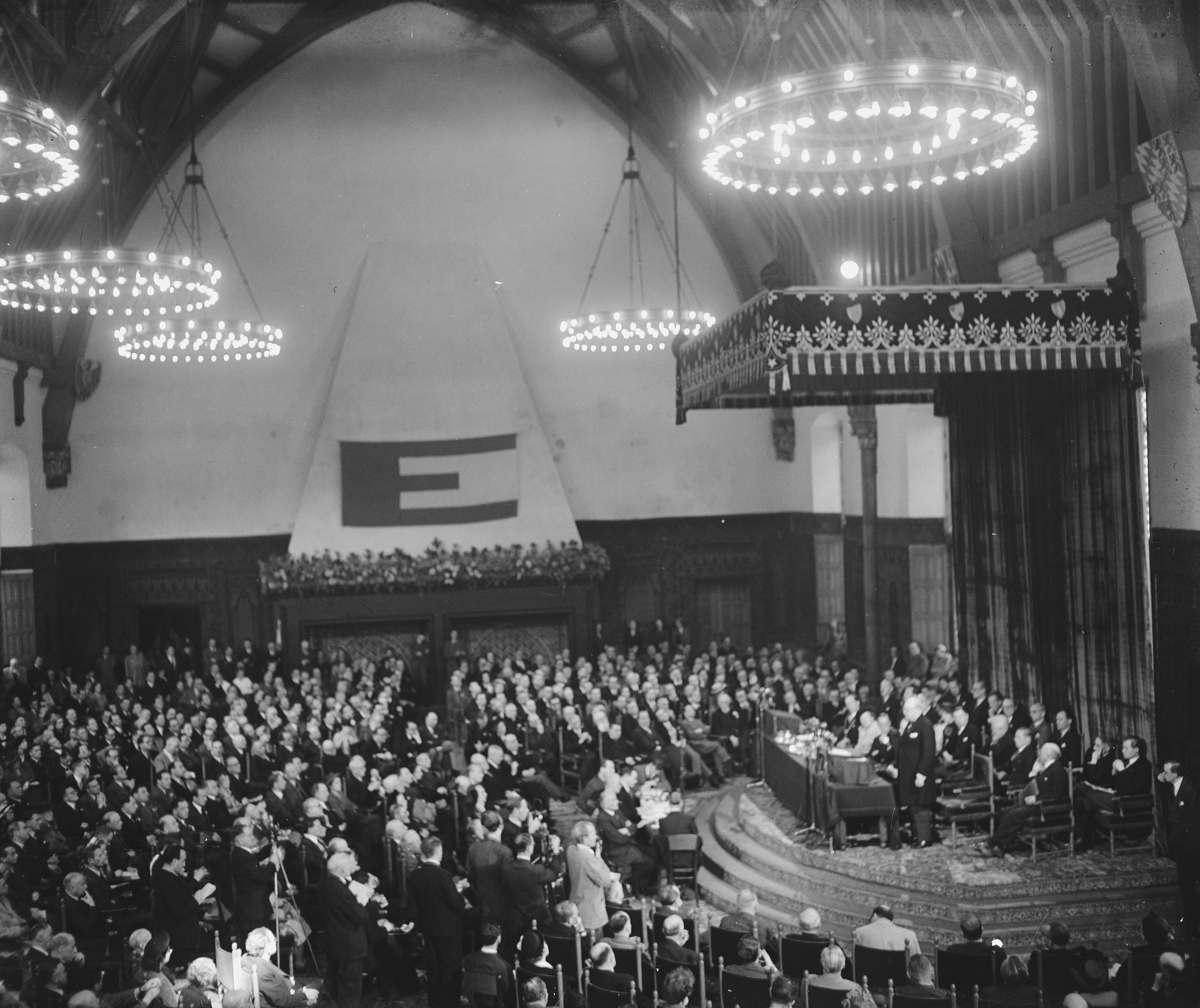
Kongres Europejski, 1948
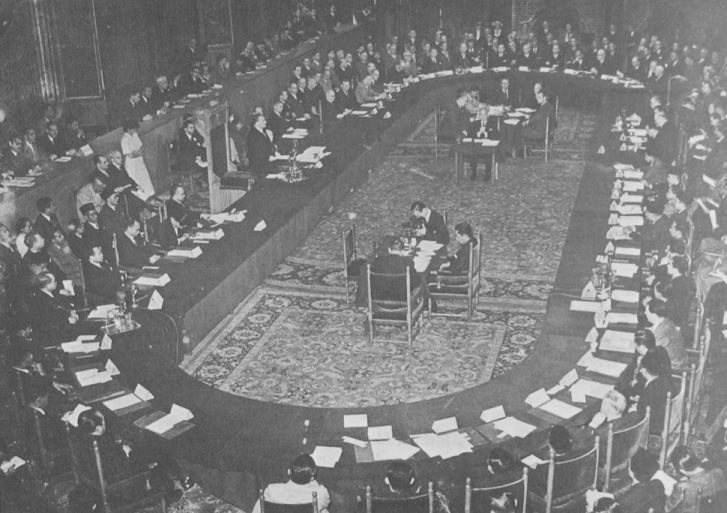
Konferencja w sprawie niepodległości Indonezji, 1949
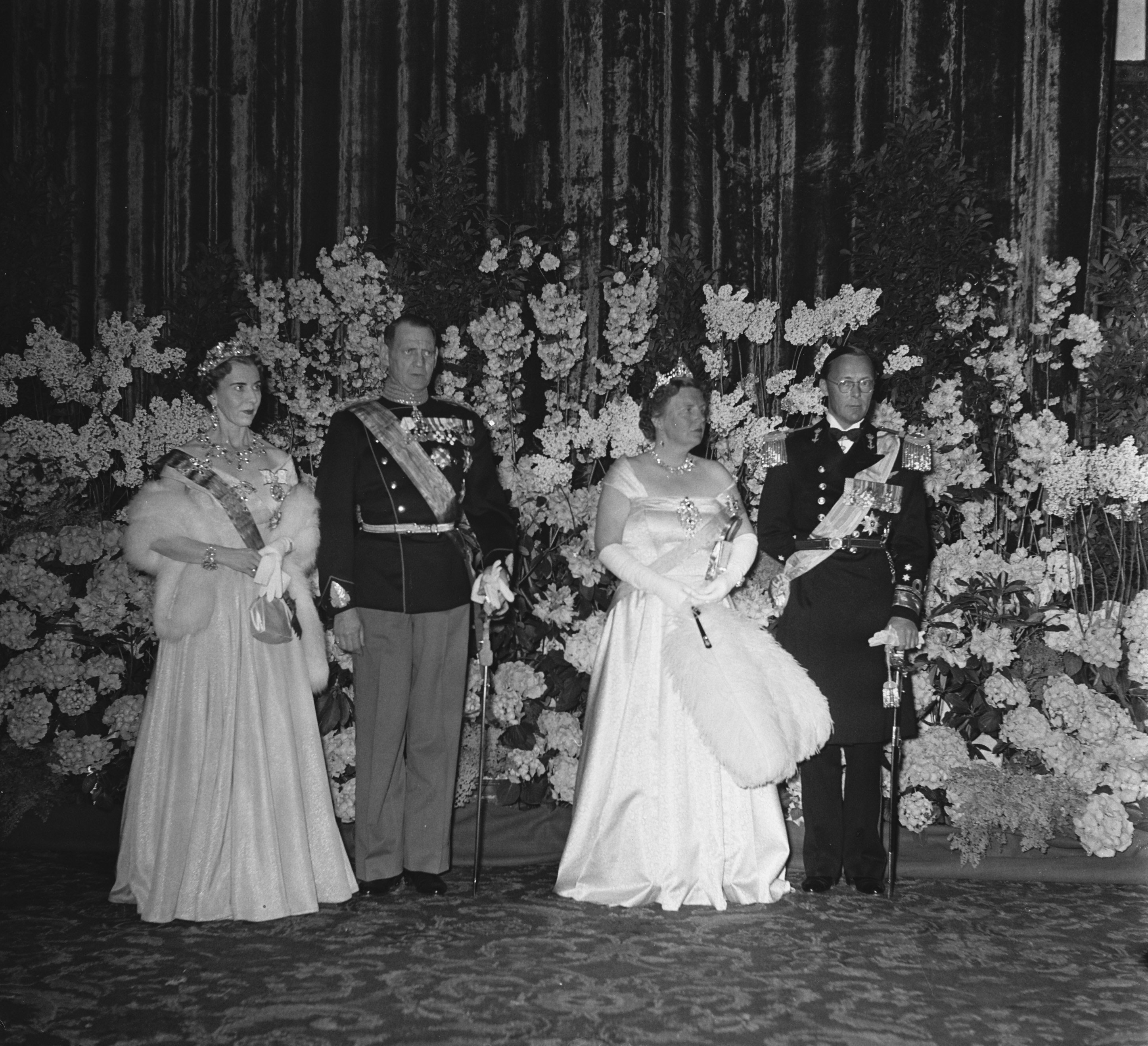
Przyjęcie, królowa Juliana i książę Bernhard, 1954
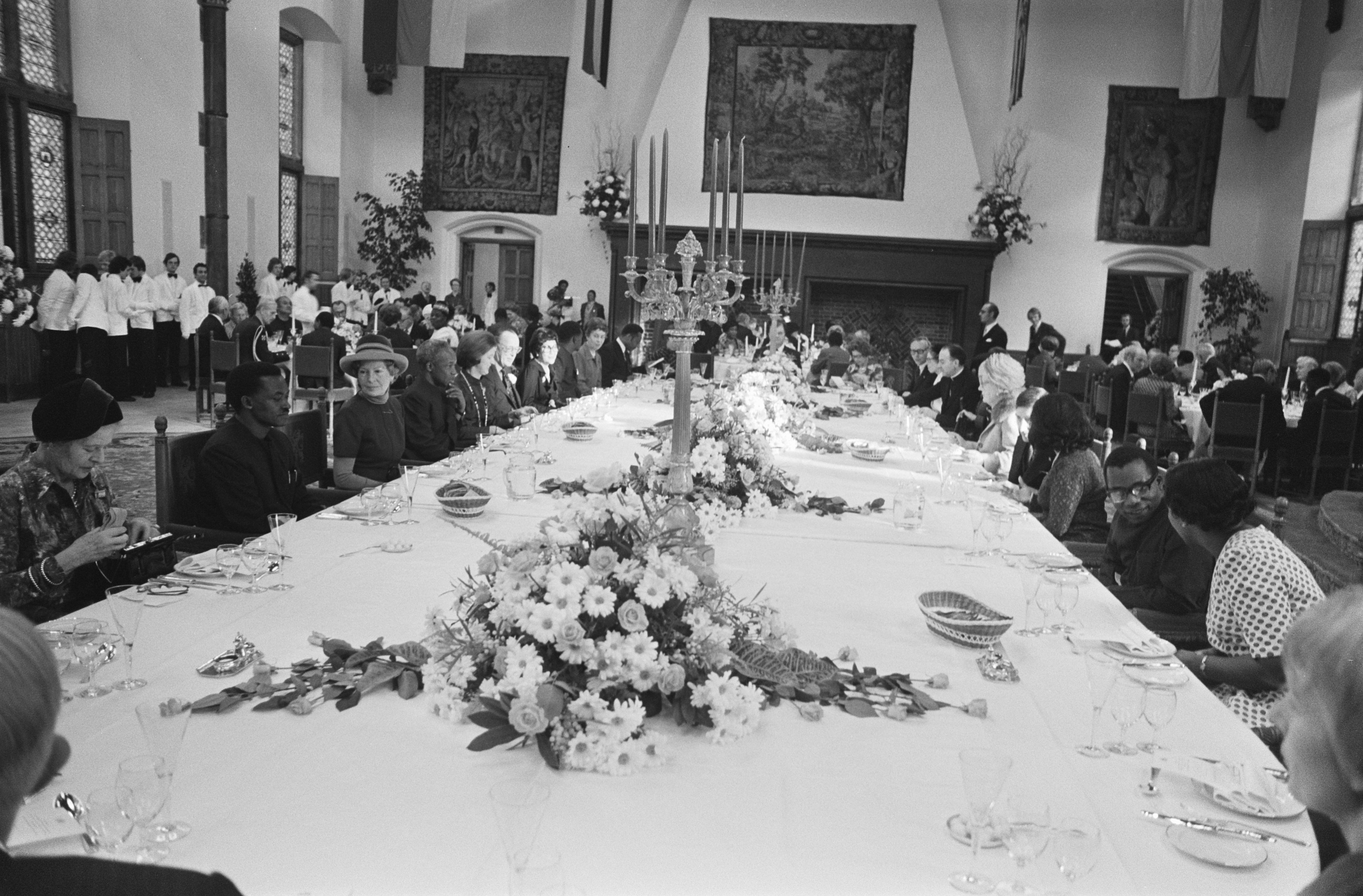
Przyjęcie dla korpusu dyplomatycznego, 1975

## Główne uroczystości
Od 1904 roku, co roku w każdy trzeci czwartek września (Prinsjesdag) w sali odbywa się zgromadzenie obu Izb Parlamentu Holenderskiego (Stanów Generalnych) i panujący monarcha wygłasza mowę tronową. Jest to równocześnie dzień uroczystego rozpoczęcia rocznej sesji parlamentu holenderskiego po wakacyjnej przerwie.

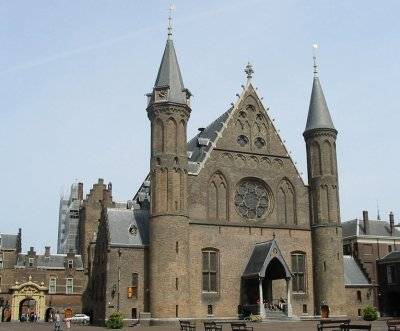
Widok z 2003 roku
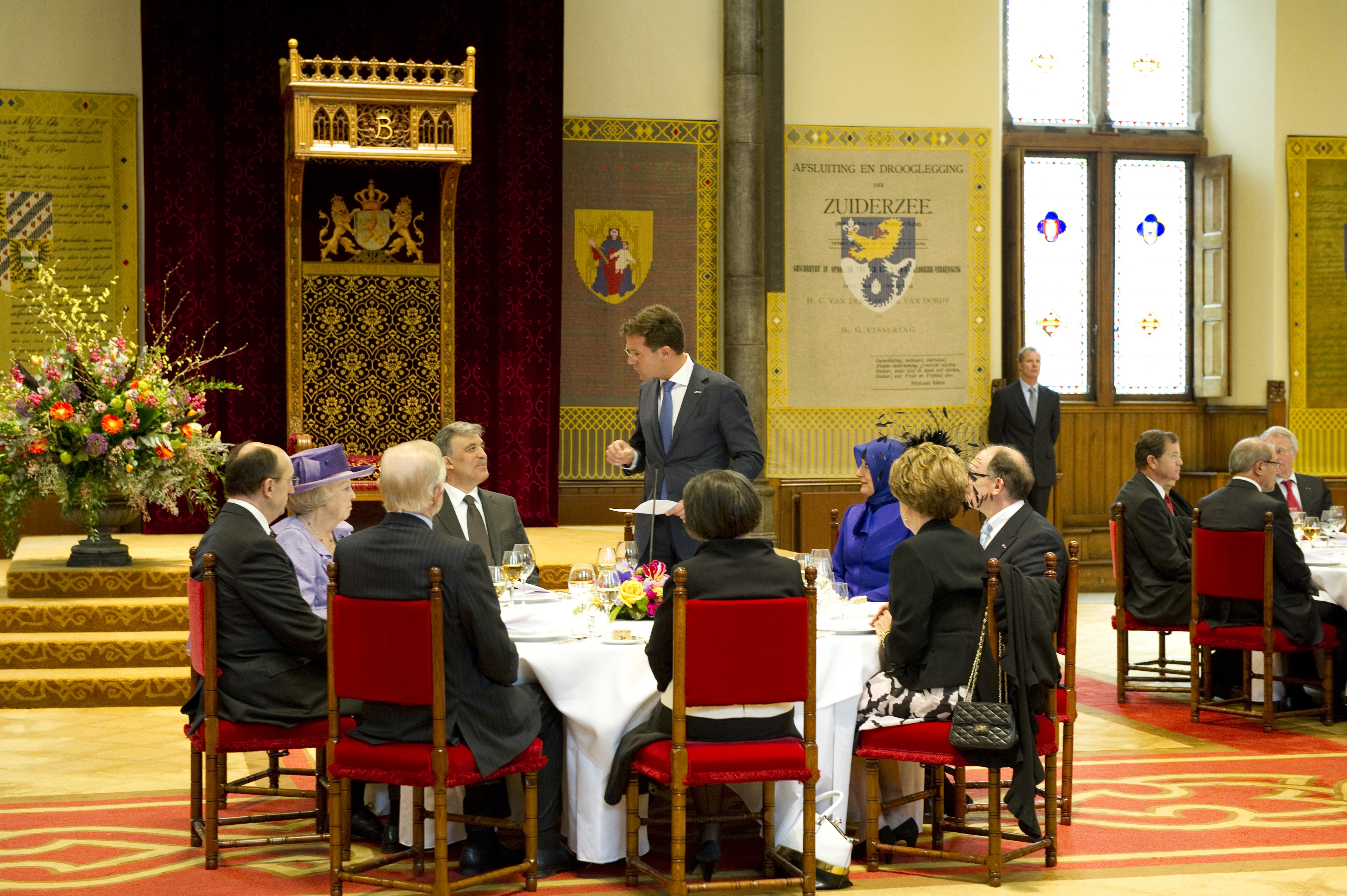
Lunch, królowa Beatrycze, premier Mark Rutte, 2012
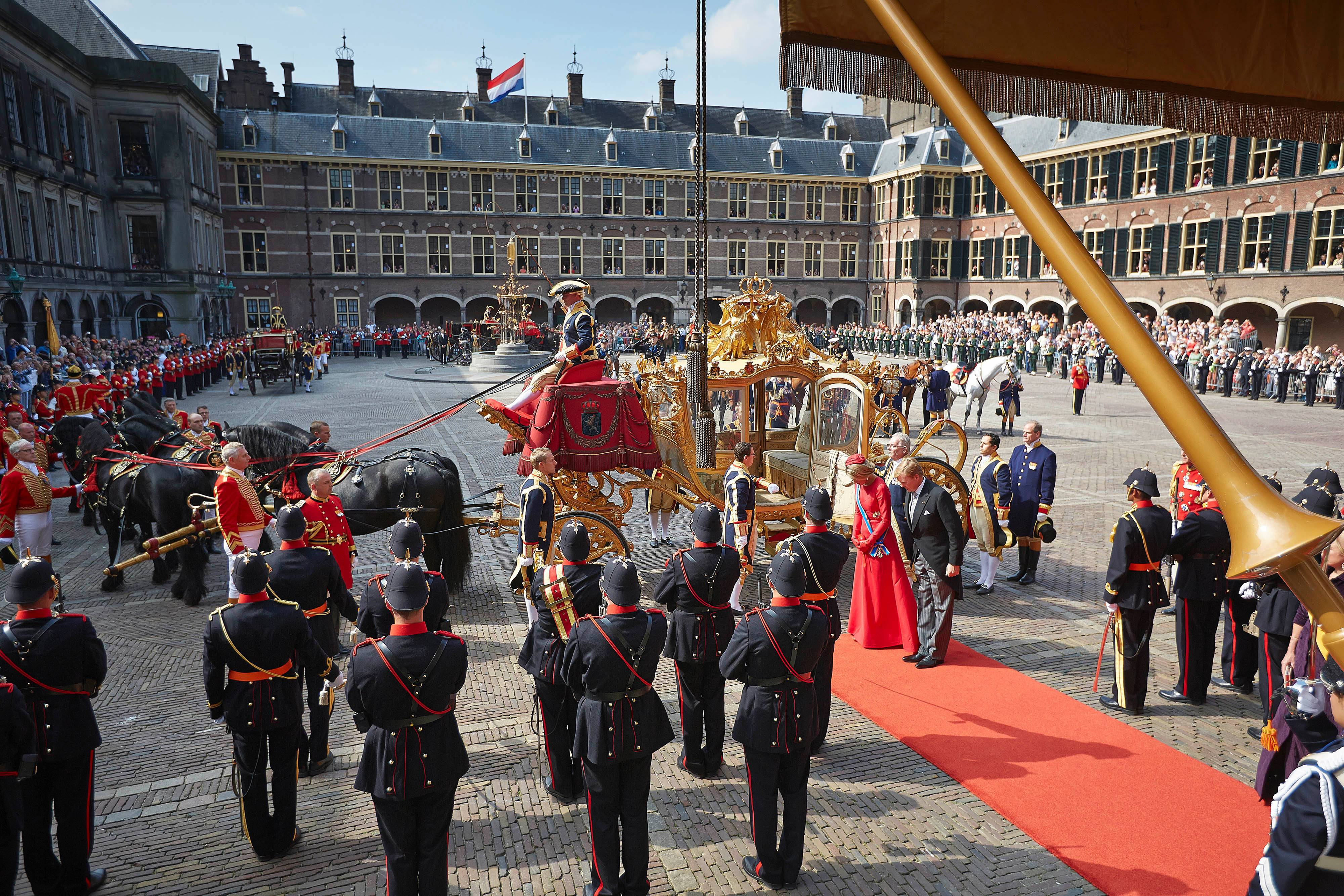
Król Wilhelm-Aleksander i królowa Maksyma, 2014
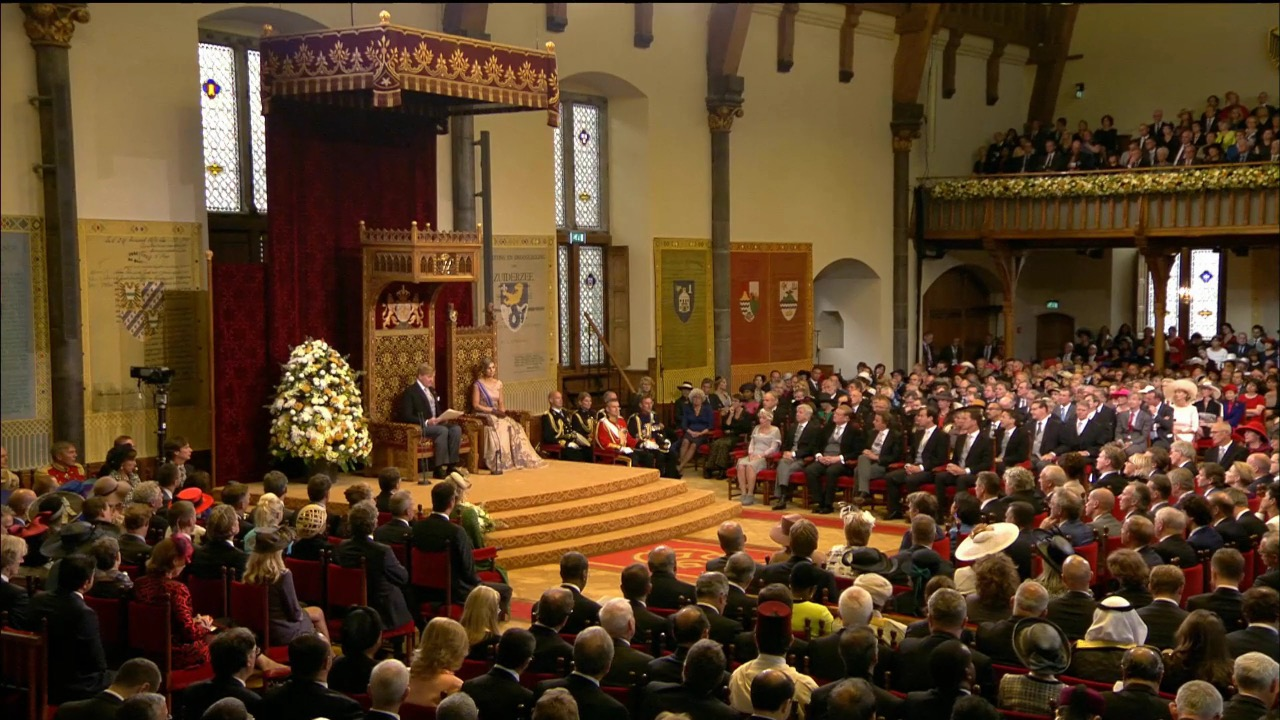
Mowa tronowa, król Wilhelm-Aleksander i królowa Maksyma, 2015
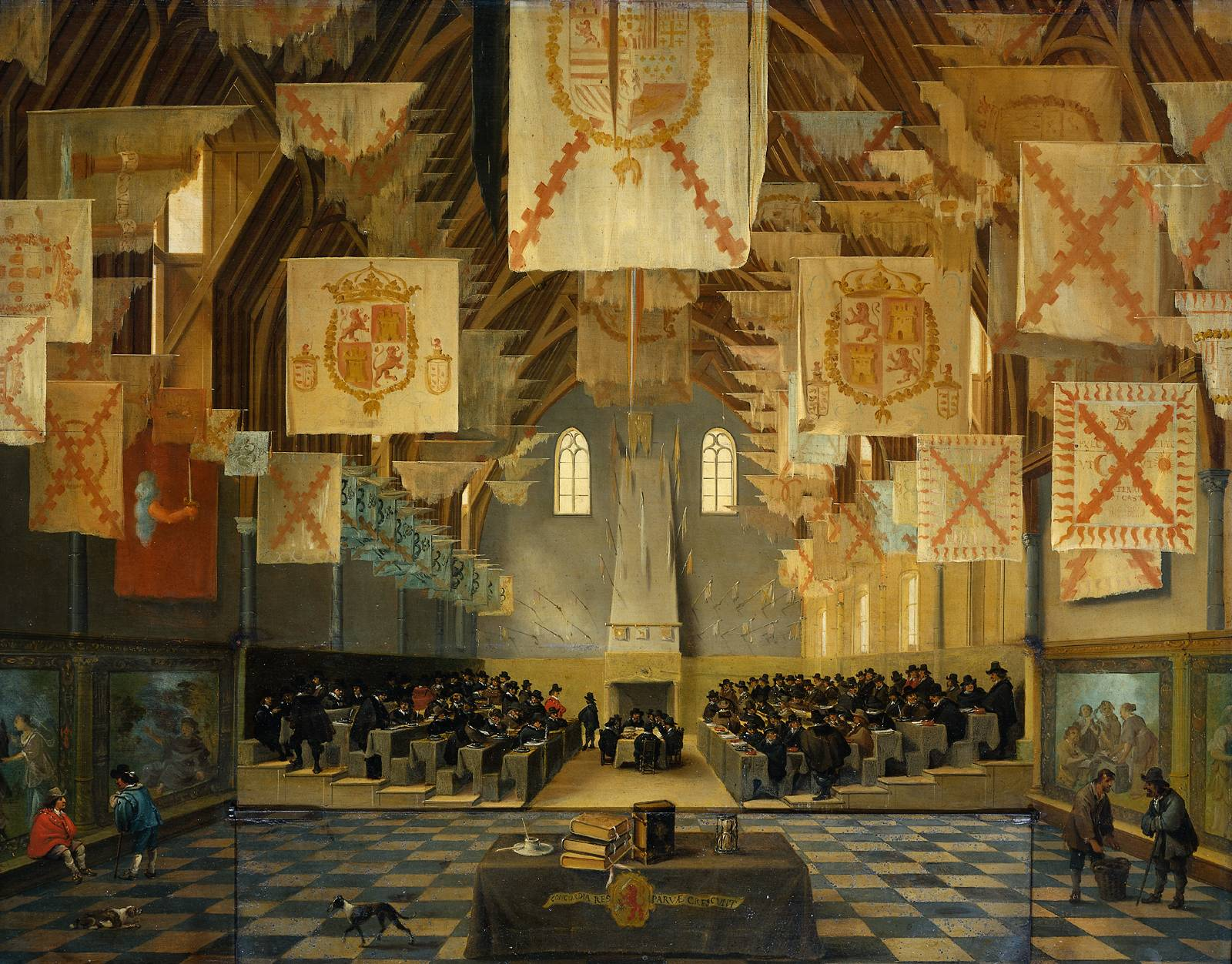
Posiedzenie Stanów Generalnych, 1651